# Michael O'Hara
Michael O'Hara (Kingston, Jamaica; 29 de septiembre de 1996) es un atleta jamaicano especializado en la prueba de 200 m, en la que consiguió ser campeón mundial juvenil en 2013.

## Carrera deportiva
En el Campeonato Mundial Juvenil de Atletismo de 2013 ganó la medalla de oro en los 200 metros, con un tiempo de 20.63 segundos, por delante del brasileño Vítor Hugo dos Santos (plata con 20.67 segundos) y el cubano Reynier Mena (bronce con 20.79 segundos).